# Александър Гришин
Александър Гришин е бивш съветски и руски футболист. Голмайстор на ЦСКА Москва за сезон 1992. Майстор на спорта от 1990 година, треньор на младежкия национален отбор на Русия до 19 години.

## Кариера
Кариерата на Гришин започва от дублиращия отбор на ЦСКА Москва. За кратко е и в Локомотив. През 1989 получава шанса си в първия отбор, който по това време играе в Съветска Първа лига. Отборът успява да спечели първенството и да се класира за Висшата лига. Гришин става шампион на СССР и носител на националната купа. Той почти не играе, но след напускането на редица звезди става важна фигура в състава на ЦСКА. През 1992 той става голмайстор на тима с 10 попадения. През 1994 след разочароващото 10 място на ЦСКА, Александър отива в Динамо Москва. След два сезона там се завръща в ЦСКА, като става вицешампион през 1998 и трети през 1999. През 2000 преминава в новакът във висшата лига Факел Воронеж. След един сезон там играе за Рубин и Шинник. Гришин печели първа дивизия с тях, но така и не заиграва повече в Премиер-лигата. След това играе по един сезон за Салют-Енергия, Луч-Енергия и СКА Ростов.
От 2009 е треньор на юноши в ЦСКА Москва. През 2011 поема младежкият отбор.